# Abryna mindanaoensis
Abryna mindanaoensis är en skalbaggsart som först beskrevs av Stefan von Breuning 1980.  Abryna mindanaoensis ingår i släktet Abryna och familjen långhorningar.
Artens utbredningsområde är Filippinerna. Inga underarter finns listade i Catalogue of Life.